# Jodi Sta. Maria
Jodi Chrissie Garcia Santamaria, também conhecida como Jodi Sta. Maria é uma atriz filipina.

## Filmografia

### Televisão
| Televisão | Televisão                                                            | Televisão                        | Televisão |
| Ano       | Título                                                               | Papel                            |           |
| --------- | -------------------------------------------------------------------- | -------------------------------- | --------- |
| 1999      | Gimik                                                                | Gretchen                         |           |
| 1999      | Tabing Ilog                                                          | George / Georgina Fuentebella    |           |
| 2000      | Pangako Sa 'Yo                                                       | Lia Buenavista                   |           |
| 2003      | Star Circle Kid Quest                                                | Ela mesma                        |           |
| 2003      | Star Circle Teen Quest                                               | Ela mesma                        |           |
| 2003      | Darating ang Umaga                                                   | Nicole Del Fuego                 |           |
| 2004      | Maalaala Mo Kaya: "Basilicia Minore del Sto. Niño"                   | Inday                            |           |
| 2004      | Star Circle National Teen Quest                                      | Ela mesma                        |           |
| 2005      | Vietnam Rose                                                         | Thien                            |           |
| 2005      | Kampanerang Kuba                                                     | Veronica Saavedra                |           |
| 2005      | Perfect Moments                                                      | Ela mesma                        |           |
| 2005      | Maalaala Mo Kaya: "Mariposang Dagat"                                 | Donna Lee                        |           |
| 2006      | Calla Lily                                                           | Maureen                          |           |
| 2006      | Komiks Presents: "Valentina"                                         | Valentina                        |           |
| 2006      | Maalaala Mo Kaya: "Piso"                                             | Ida                              |           |
| 2006      | Komiks Presents: "Bampy"                                             | Jodi                             |           |
| 2007      | Walang Kapalit                                                       | Cynthia Bermudez Borromeo/Hizon  |           |
| 2007      | Komiks Presents: Da Adventures of Pedro Penduko                      | Aida                             |           |
| 2008      | Komiks Presents: Mars Ravelo's Dragonna                              | Theresa                          |           |
| 2008      | Maalaala Mo Kaya: "Bracelet"                                         | Anna                             |           |
| 2008      | Ligaw na Bulaklak                                                    | Marilyn                          |           |
| 2008      | Kung Fu Kids                                                         | Anita Ramos                      |           |
| 2008      | Palos                                                                | Carmela Canavarro                |           |
| 2008      | Sineserye Presents: Patayin Sa Sindak Si Barbara                     | Ruth A. Martinez                 |           |
| 2009      | Tayong Dalawa                                                        | Angela Dominguez                 |           |
| 2009      | Maalaala Mo Kaya: "Medal Of Valor"                                   | Maria Ellen                      |           |
| 2009      | Your Song Presents: Gaano Kita Kamahal                               | Carmela Bautista                 |           |
| 2010      | Tanging Yaman                                                        | Marina Dimaguiba                 |           |
| 2010      | Maalaala Mo Kaya: "Kalapati" (Ninoy and Cory Aquino's story Part 1)  | Kris Aquino                      |           |
| 2010      | Maalaala Mo Kaya: "Makinilya" (Ninoy and Cory Aquino's story Part 2) | Kris Aquino                      |           |
| 2010      | Maalaala Mo Kaya: "Saranggola                                        | Dolly                            |           |
| 2010-2011 | Noah                                                                 | Ruth De Leon                     |           |
| 2011      | Maalaala Mo Kaya: "Kwintas"                                          | Debbie                           |           |
| 2011      | 100 Days to Heaven                                                   | Sophia Delgado/Trisha Manalastas |           |
| 2012      | Mundo Man ay Magunaw                                                 | Olivia                           |           |
| 2012      | Maalaala Mo Kaya: "Kamao"                                            | Mila                             |           |
| 2012      | Toda Max                                                             | Selena Golez                     |           |
| 2012      | Wansapanataym: "Ik-Ik Da Madyik Biik"                                | Celia                            |           |
| 2012-2014 | Be Careful With My Heart                                             | Maya Dela Rosa                   |           |
| 2015      | Pangako Sa ’Yo                                                       | Amor de Jesus-Powers             |           |

### Films
| Filmes | Filmes                               | Filmes             | Filmes |
| Ano    | Título                               | Papel              |        |
| ------ | ------------------------------------ | ------------------ | ------ |
| 1999   | Tar San                              | Pakla              |        |
| 1999   | Mahal Na Kung Mahal                  | Lisa               |        |
| 1999   | Gimik The Reunion                    | Gretchen           |        |
| 2000   | Sugatang Puso                        | Kyla               |        |
| 2000   | Anak                                 | Bernadette         |        |
| 2001   | Bagong Buwan                         | Dolores            |        |
| 2002   | Jologs                               | Faith              |        |
| 2003   | Noon at Ngayon: Pagsasamang Kayganda | Guia               |        |
| 2005   | Birhen ng Manaoag                    |                    |        |
| 2006   | You Are the One                      | Charie Malasmas    |        |
| 2007   | Maling Akala                         | Teta               |        |
| 2007   | Ninoy                                | Ballsy Aquino Cruz |        |
| 2010   | Cinco                                | Elisa              |        |
| 2010   | Presa                                |                    |        |
| 2010   | Chassis                              |                    |        |
| 2010   | My Amnesia Girl                      | Stewardess         |        |
| 2012   | Migrante                             | Frida              |        |
| 2012   | Aparisyon                            | Irmã Lourdes       |        |
| 2013   | Be Careful With My Heart The Movie   | Maya Dela Rosa/Lim |        |